# 今川淵
今川淵（日语：／，1886年7月18日—1955年），臺灣日治時期官僚。

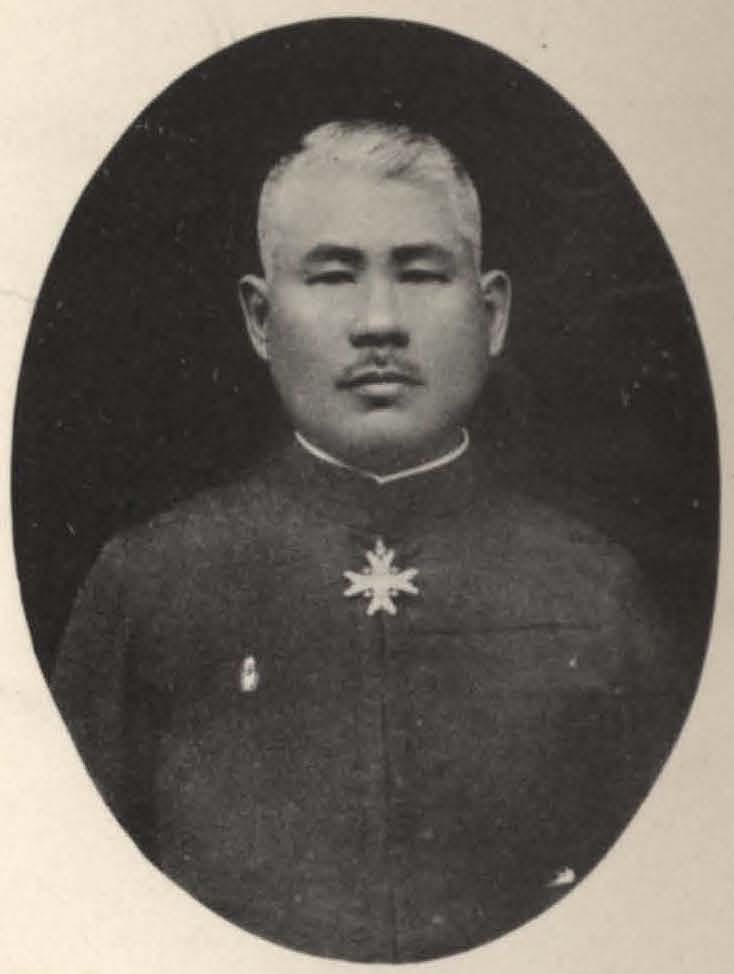
今川淵

出身於福井縣福井市。明治四十五年（1912年）畢業於東京帝國大學政治科，隔年高等文官考試合格，後進入臺灣總督府。
今川淵於1919年7月接替富島元治，於台灣臺北地區擔任台北廳長，管轄今新北市、台北市、宜蘭及基隆等地的行政事務。1932年3月15日任職台南州知事至1936年2月26日，其後再任台北州知事。
台灣總督府建築官員，設計建功神社、臺灣大學椰林大道校舍的井手薰為其妻之兄。

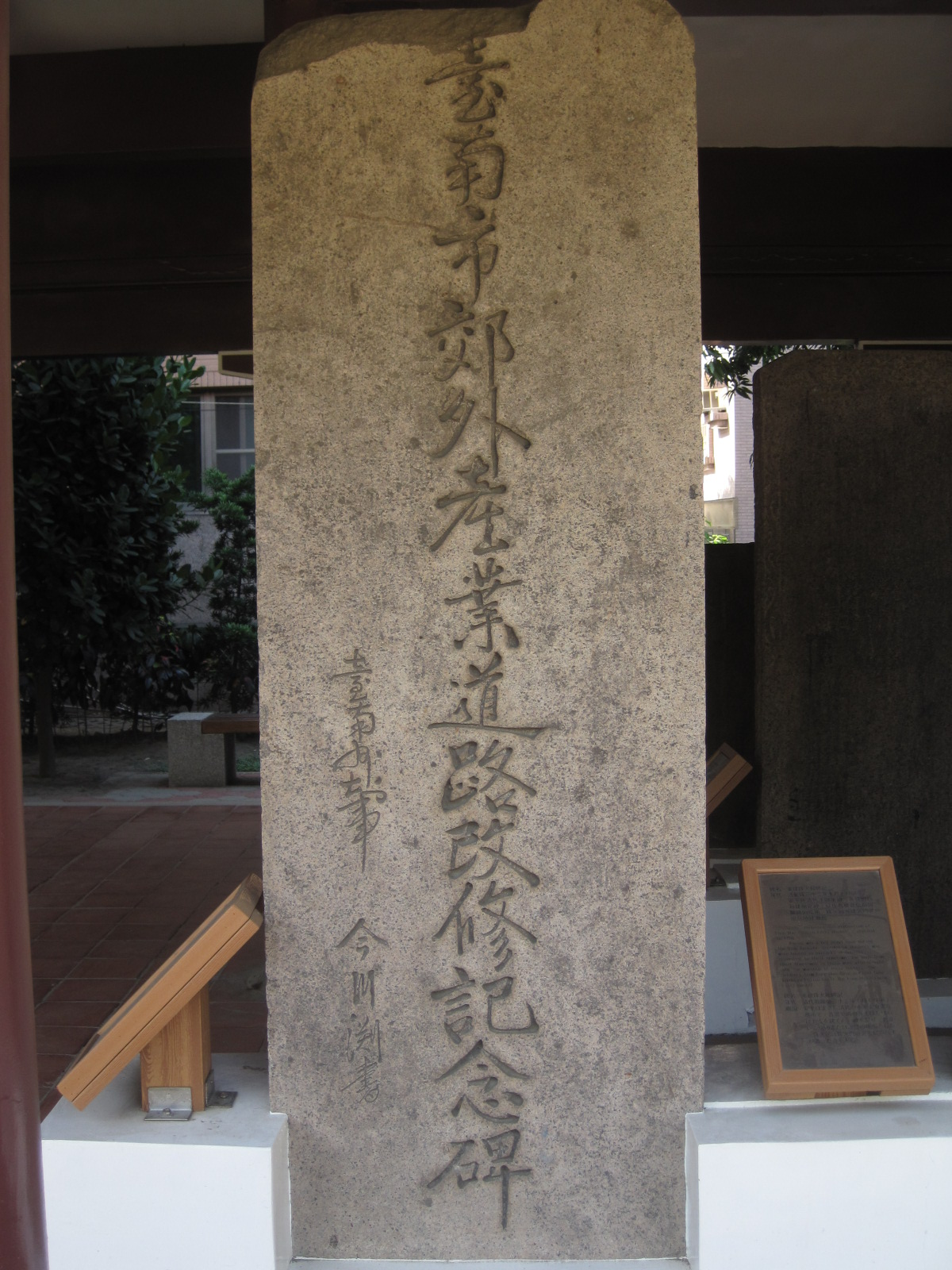
臺南市郊外產業道路改修記念碑（1934年，現置於南門公園碑林），碑題出自今川淵之手筆。